# Oysterhead
Oysterhead to zespół stworzony przez Lesa Claypoola (Primus), Treya Anastasio (Phish) i Stewarta Copelanda (The Police). Powstał on dla potrzeb jednego koncertu w nowoorleańskim Saenger Theater 4 maja 2000. Według pracowników firmy Superfly, bilety sprzedały się w około 13 minut. Występ był bardzo udany i spotkał się z pozytywnym przyjęciem zarówno publiczności jak i krytyków. Bootleg z tego festiwalu stał się bardzo poszukiwanym rarytasem. Zachęceni takim rozwojem wypadków, w kwietniu 2001 muzycy weszli do studia, aby nagrać swój pierwszy album – The Grand Pecking Order, na którym znalazło się 13 utworów. Obecnie grupa nie nagrywa i nie koncertuje.

## Członkowie zespołu
- Les Claypool – gitara basowa, śpiew
- Trey Anastasio – gitara, śpiew
- Stewart Copeland – perkusja

## Dyskografia
- The Grand Pecking Order – 2001 r.